# Едхем паша
Едхем паша (на турски: Ethem Paşa) е османски офицер и чиновник. От юли 1892 до декември 1893 година е валия на Косовския вилает в Скопие.